# Xã Pingree, Quận Stutsman, Bắc Dakota
Xã Pingree (tiếng Anh: Pingree Township) là một xã thuộc quận Stutsman, tiểu bang Bắc Dakota, Hoa Kỳ. Năm 2010, dân số của xã này là 49 người.